# 蓋世寶
蓋世寶（英語：LuLu Kai Sai Po，1978年12月28日—），香港女主持、歌手及演員，曾為無綫電視基本藝人合約藝人，主持過三代兒童節目 —《閃電傳真機》、《至Net小人類》和《放學ICU》，現以自由身形式接洽工作。

## 簡歷
蓋世寶有二姊一弟，小學時父母離異，由母親獨力照顧長大。她從小在沙田區成長，因母親管教嚴厲而很少接觸兒童節目，但中學時代喜歡跟洋娃娃談天。她曾就讀循理會白普理基金循理小學、沙田蘇浙公學和畢業於香港專業教育學院（李惠利），1995年修畢無綫電視第八期藝員進修班課程後加入無綫電視，同期正式學員分別有雷穎怡、李思蓓、羅貫峰、李天翔、盧慶輝和伍慧珊等，同班旁聽生則包括湯盈盈、姚瑩瑩、滕麗名、劉永健及張潔蓮等。她從藝員進修班畢業不久，曾於《真情》客串幾集，便加入該台兒童節目《閃電傳真機》當主持人，亦為之後《至Net小人類》、《DaDa DeDe小名廚》等兒童節目主持之一，至2014年已有18年相關經驗（年資上僅次於譚玉瑛），又曾擔任過1999年和2000年《TVB兒童節》大使。
隨著2015年無綫電視大規模改革旗下兒童組，蓋世寶便結束近20年主持生涯，正式轉型拍攝電視劇，同年首次在劇集《拆局專家》裡飾演要角 —— 有組織罪案及三合會調查科警員「文家寧」。2016年，她的名字被一位高登討論區網民借用來取名「蓋世寶吊老母」，基於押韻又詼諧而令她再次受到注目，還變成《男人食堂》題材之一，其本人也有份演出該節目部份。2017年9月，她擔任電視廣播（國際）《一周八爪娛》的主持，但在翌年7月解散，節目被逼暫停，當時其底薪為每月約1.1萬元。由於無綫電視著重兒童組主持的形象，所以她工作量一直不多，只是偶爾參演幾套電視劇，亦只能擔任閒角。
2019年3月，蓋世寶在合約期滿後決定不再續約，結束與無綫電視23年之賓主關係。她在訪問中透露因演出量不足，每月底薪被減至7千元。加上自己在無綫電視的前景不佳，又需要供房子，故決定向外發展。其離巢消息一出，多間電視台爭相聯絡她，希望能羅致旗下。另外，她諳跳鋼管舞、拉丁舞和性感椅子舞等多種舞蹈，曾在公開賽得獎；2020年11月開始在朋友承租的紅磡商場舖位擺賣手作耳環，以幫補生活和供房子。

## 演出作品

### 主持節目
| 首播         | 節目名                        | 備註                                 |
| 無綫電視     |                               |                                      |
| 1996－1999年 | 閃電傳真機                    | 主持之一                             |
| 1998－2000年 | 新華旅遊反斗俱樂部            | 與歐倩怡合作                         |
| 2003年       | 智趣相投-開心動物緣           | 與鄭丹瑞及林曉峰合作                 |
| 2000－2004年 | 至Net小人類                   | 主持之一                             |
| 2003－2004年 | 開心玩樂每一區                | 與韓君婷及安德尊合作                 |
| 2005－2015年 | 放學ICU                       | 主持之一                             |
| 2005－2006年 | DaDa DeDe精靈樂園             | 與王祖藍、戚黛黛、何婷恩及梁麗瑩合作 |
| 2005－2006年 | DaDa DeDe小名廚               | 與黎諾懿及何婷恩合作                 |
| 2009年       | Tvbuddy好朋友設計大賽頒獎典禮 | 表演嘉賓                             |
| 2009年       | 星級廚房                      | 嘉賓主持                             |
| 2010年       | 放學ICU~非凡任務GoGoGo        | 飾演 雷霆特警 Madam Lu               |
| 2015年       | 東張西望                      | 9至12月外景主持                      |
| 2017－2018年 | 一周八爪娛                    | 與林希靈、黃愷怡、駱胤鳴及鄭衍峰合作 |
| 2021年       | 童你一起長大了                | 與譚玉瑛及黎芷珊合作                 |
| 壹週刊       |                               |                                      |
| 2019年       | 蓋世寶訪問你                  | 3月起；主持                          |
| 香港開電視   |                               |                                      |
| 2020年       | 一曲走天涯                    | 主持之一                             |
| 2020年       | 難得有傳人                    | 主持之一                             |
| 2021年       | 蓋世尋寶                      | 主持                                 |

### 綜藝節目
| 首播         | 節目名              | 備註                              |
| 無綫電視     |                     |                                   |
| 2007年       | 味分高下            | 演出第33集                        |
| 2008－2013年 | 問問Master Joe      | 飾演 AI Sigma（AI σ）             |
| 2008年       | 放學ICU-神探阿TOM   | 飾演 小寶                         |
| 2010年       | TVB兒童節天才大匯演 | 表演嘉賓                          |
| 2016年       | 夜宵磨              | 第三輯 第21集嘉賓                 |
| 2016年       | 男人食堂            | 飾演 訓導主任（「粗口學堂」環節） |
| 2016年       | Ben Sir學堂         | 第1集嘉賓                         |
| 2021年       | 兒歌金曲SUMMERFEST  | 演出嘉賓                          |
| ViuTV        |                     |                                   |
| 2019年       | 快樂童盟            | 「Kidio99」嘉賓                   |
| 香港開電視   |                     |                                   |
| 2019年       | 夠細奇則            | 第8集嘉賓                         |

### 電視劇
| 首播     | 劇名                 | 角色                         |
| 無綫電視 |                      |                              |
| 1996年   | 真情                 | 瑛（第145、167、168、172集） |
| 1996年   | 殭屍福星             | 新 娘                        |
| 1996年   | 天地男兒             | 女公關（第49集）             |
| 1996年   | 900重案追兇          | May                          |
| 1996年   | 西遊記               | 憐 憐（第13－17集）          |
| 1997年   | 苗翠花               | 春 桃                        |
| 1997年   | 大鬧廣昌隆           | 少 女                        |
| 2009年   | 大冬瓜               | 冬瓜女                       |
| 2010年   | 談情說案             | 電視台訪問主持（第24集）     |
| 2010年   | 依家有喜             | 蓋世寶（第50集）             |
| 2012年   | 東西宮略             | 鍾巽子                       |
| 2014年   | 老表，你好hea！      | Daddy TV 兒童節目主持        |
| 2015年   | 四個女仔三個BAR      | Lisa                         |
| 2015年   | 拆局專家             | 文家寧                       |
| 2015年   | 實習天使             | 曹火火                       |
| 2016年   | 警犬巴打             | 叢山光                       |
| 2016年   | 一屋老友記           | 周 太（第1集）               |
| 2016年   | 愛·回家之八時入席    | Lydia（第70集）              |
| 2016年   | 愛·回家之八時入席    | Ella（第156、161集）         |
| 2017年   | 心理追兇 Mind Hunter | Cindy                        |
| 2017年   | 超時空男臣           | 方玉芬                       |
| 2017年   | 降魔的               | 俊仔母親（第1集）            |
| 2018年   | 翻生武林             | 村 民                        |
| 2018年   | BB來了               | 賈芊蘭                       |
| 2018年   | 愛·回家之開心速遞    | 小 紅（第394、483集）        |
| 2018年   | 是咁的，法官閣下     | 龐姑娘                       |
| 2018年   | 大帥哥               | 冬來母親（第12集）           |
| 2019年   | 白色強人             | 張淑儀（第12、15集）         |
| 2019年   | 十二傳說             | 貝加兒（Bella）              |
| 2019年   | 她她她的少女時代     | 潘卓璇                       |
| 2019年   | 多功能老婆           | Helen                        |
| 2020年   | 黃金有罪             | Sue（第21集）                |
| 2020年   | 殺手                 | 鳳 姐（第13集）              |
| ViuTV    |                      |                              |
| 2019年   | 娛樂風雲             | 韋羅花（第19、20集）         |
| 2021年   | 大叔的愛             | Nancy                        |

### 網路劇
| 首播   | 劇名       | 角色   |
| 2020年 | 電視台風雲 | LuLu   |
| 2020年 | 電視台風雲 | 冰冰姐 |
| 2020年 | 電視台風雲 | 心 姐  |
| 2020年 | 電視台風雲 | 華 姐  |

### 音樂錄像
| 年份   | 歌名                                                                                              | 歌手           |
| 兒歌   |                                                                                                   |                |
| 1996年 | 某年仲夏                                                                                          | 梁詠琪         |
| 1997年 | 驚人發現 （《閃電傳真機》環節「孖寶DD與小唐」主題曲」）                                           | 唐韋琪         |
| 2002年 | 旋旋轉                                                                                            | 陳鍵鋒         |
| 2008年 | 好友魔法 （與《放學ICU》主持一同演出）                                                            | 吳彤、司徒瑞祈 |
| 2008年 | 知己 （與陳靖琳、郭爾妮一同演出）                                                                 | 唐韋琪         |
| 2008年 | 有我亦有你 （動畫《我們這一家》主題曲；與陳佩思、何嘉裕、蕭徽勇、劉雋賢、郭爾妮和陳靖琳一同演出） | 商天娥         |
| 流行曲 |                                                                                                   |                |
| 2018年 | 那年。某日                                                                                        | 鄧健泓         |

### 其他
| 日期           | 內容                                                                 | 備註                              |
| 演唱會         |                                                                      |                                   |
| 2007年12月16日 | 琪妙聖誕開心之旅演唱會                                               | 演出嘉賓                          |
| 2014年8月23日  | 唐韋琪跨越時空兒歌演唱會                                             | 演出嘉賓                          |
| 短片           |                                                                      |                                   |
| 2018年6月26日  | 蓋世保鑑 （页面存档备份，存于）                                      | 保險業監管局；飾演 古代女俠蓋世保 |
| 廣告           |                                                                      |                                   |
| 2018年1月16日  | 飛利浦「Sonicare DiamondClean Smart - 口腔健康 Sing A Happy Song！」 | 與譚玉瑛及伍文生合作              |
| 2018年11月13日 | 新加坡大型財富管理辦公室「IPP × Patrick Sir 我的讀心攻略」           | 與林溥來及黃愷怡合作              |
| 2020年11月20日 | CB日本生活百貨店「#CB 家居の清潔 - 艾美迪雅洗衣機泡泡清潔劑」        | 與莊士惇（Dr. Samuel Chong）合作  |
| 2020年12月1日  | CB日本生活百貨店「#CB 家居の清潔 - 艾美迪雅頭髮溶解通渠劑」          | 與莊士惇（Dr. Samuel Chong）合作  |
| 2021年4月26日  | 新加坡大型財富管理辦公室「IPP × Patrick Sir 窮中產 富中產」          | 與林溥來合作                      |

## 音樂作品
| 年份   | 歌名                          | 備註                                                       |
| 兒歌   |                               |                                                            |
| 1999年 | 生命有價                      | 與《閃電傳真機》主持合唱                                   |
| 2000年 | 魔法小美穗                    | 動畫《魔法小美穗》主題曲                                   |
| 2000年 | 我是最強                      | 與《至Net小人類》主持合唱                                  |
| 2001年 | 貓咪白日夢                    | 獨唱                                                       |
| 2002年 | 小司機Noddy                   | 動畫《小司機Noddy》主題曲與唐韋琪合唱                      |
| 2002年 | 森巴嘉年華                    | 與《至Net小人類》主持合唱                                  |
| 2003年 | 向媽媽致敬                    | 與《至Net小人類》主持合唱                                  |
| 2003年 | 精靈智多Kids                  | 《精靈智多Kids》主題曲與唐韋琪、張國洪、杜大偉和許文翹合唱 |
| 2004年 | 時鐘                          | 與伍文生合唱                                               |
| 2005年 | 兒歌實現樂坊                  | 《DaDaDeDe精靈樂園》主題曲與王祖藍和戚黛黛合唱             |
| 2005年 | 美食歌                        | 《DaDaDeDe小名廚》主題曲與黎諾懿和何婷恩合唱               |
| 流行曲 |                               |                                                            |
| 2007年 | 聖誕願望                      | 與《放學ICU》主持合唱                                      |
| 2008年 | 迎春花                        | 與兒童節目和青少年節目主持合唱                             |
| 2008年 | 一於繼續笑                    | 與《放學ICU》主持合唱                                      |
| 2008年 | Christmas Crackers Medley     | 與《放學ICU》主持合唱                                      |
| 2009年 | We Wish you a Merry Christmas | 與《放學ICU》主持合唱                                      |
| 2010年 | 雪人來了                      | 與《放學ICU》主持合唱                                      |
| 2011年 | 迎春花                        | 與《放學ICU》主持合唱                                      |
| 2012年 | 叮叮噹                        | 與《放學ICU》主持合唱                                      |
| 2020年 | 擊退病毒                      | 與陳以誠合唱                                               |

## 曾獲獎項
| 年份   | 獎項                                                                                       | 結果   |
| 1999年 | 1999年兒歌金曲頒獎典禮「第一首十大兒歌金曲 ——《生命有價》（與《閃電傳真機》主持合唱）」    | 獲獎   |
| 2000年 | 2000年兒歌金曲頒獎典禮「最受歡迎兒歌新人獎銀獎 ——《魔法小美穗》」                          | 獲獎   |
| 2001年 | 2001年兒歌金曲頒獎典禮「第一首十大兒歌金曲 ——《我是最強》（與《至NET小人類》主持合唱）」   | 獲獎   |
| 2002年 | 2002年兒歌金曲頒獎典禮「第一首十大兒歌金曲 ——《小司機Noddy》（與唐韋琪合唱）」             | 獲獎   |
| 2002年 | 2002年兒歌金曲頒獎典禮「第五首十大兒歌金曲 ——《森巴嘉年華》（與《至Net小人類》主持合唱）」 | 獲獎   |
| 2005年 | 2005年兒歌金曲頒獎典禮「第四首十大兒歌金曲 ——《美食歌》（與黎諾懿、何婷恩合唱）」          | 獲獎   |
| 2005年 | 2005年TVB長期服務暨傑出員工榮譽大獎頒獎典禮》 - 10年服務金牌                               | 獲獎   |
| 2008年 | 2008年兒歌金曲頒獎禮「第九首十大兒歌金曲 ——《一於繼續笑》（與《放學ICU》主持合唱）」       | 獲獎   |
| 2015年 | 2015年TVB長期服務暨傑出員工榮譽大獎頒獎典禮》 - 20年服務金牌                               | 不適用 |

## 外部連結
- 蓋世寶的Facebook專頁
- 蓋世寶的Instagram帳戶